# Oribotritia ampliata
Oribotritia ampliata är en kvalsterart som beskrevs av Wojciech Niedbała 2004. Oribotritia ampliata ingår i släktet Oribotritia och familjen Oribotritiidae. Inga underarter finns listade i Catalogue of Life.